# Frederikshavns Avis
Frederikshavns Avis var en dansk avis, der blev udgivet i Frederikshavn fra 1853 til 1995. Avisen blev stiftet af Michael Vogelius som også var redaktør, indtil 1886 hvor sønnen overtog posten. I 1872 erklærede avis sig som tilhænger af De Konservative og appellerede især til byens borgere, mens man tabte oplandets bønder til Vendsyssel Tidende fra Hjørring, der efterhånden trængte bladet mere og mere. I 1974 blev der tilført kapital fra Aalborg Stiftstidende for at styrke Frederikshavns Avis i kampen mod Vendsyssel Tidende.
Aalborg Stiftstidende, der i mellemtiden havde opkøbt/fusioneret med Vendsyssel Tidende, fusionerede 1. januar 1995 med Frederikshavns Avis, der herefter blev en lokaludgave af Vendsyssel Tidende under navnet VT Frederikshavns Avis. I 1999 blev koncernen omstruktureret til én avis, der første gang kom på gaden 18. september 1999 under navnet Nordjyske Stiftstidende (selv om der aldrig har eksisteret et stift kaldet Nordjylland). Frederikshavn blev hjemsted for en af lokalredaktionerne.
Den sidste chefredaktør på Frederikshavns Avis var Carl Christian Madsen.

## Schalburgtage
Den 27. marts 1945 ødelægges avisens trykkeri som følge af tysk schalburgtage, formentligt som hævn for danske modstandsfolks sabotage mod den tyske besættelsesmagt, men også på grund af avisens kritiske holdning til besættelsen. Med hjælp fra Aalborg Stiftstidende var avisen dog på gaden samme dag. Knap tre måneder senere fik avisen stablet et midlertidigt trykkeri på benene i Aage Vogelius’ tidligere lejlighed.

## Tidslinje
- 1. september 1853 - Avisen stiftes af Michael Vogelius med ham selv som redaktør.
- 1872 - Avisen erklærer sig som tilhænger af De Konservative.
- 1886 - Sønnen Rudolf Vogelius overtager redaktørposten.
- 7. oktober 1910 - Avisens stifter Michael Vogelius dør.
- 1917 - Rudolfs søn Aage Vogelius overtager redaktørposten.
- 1928 - Aage Vogelius bliver avisens udgiver.
- 27. marts 1945 - Avisens trykkeri ødelægges som følge af tysk schalburgtage.
- 1946 - Planer om nyt avisbyggeri i Danmarksgade, Frederikshavn.
- 1948 - Avisen omdannes til aktieselskab med Aage Vogelius som direktør.
- 1974 - Avisen tilføres kapital fra Aalborg Stiftstidende for at styrke avisens kamp mod Vendsyssel Tidende.
- 1993 - Carl Christian Madsen overtager redaktørposten.
- 1. januar 1995 - Avisen fusioneres ind i Vendsyssel Tidende.